# Karl Hüller
Karl Hüller (Württemberg, 1798 – Modena, 1873) è stato un progettista tedesco di giardini. Primo giardiniere ducale, ispettore dei giardini reali, paesaggista di corte, alter ego in materia ortense del duca Francesco IV d’Austria d’Este. Giunge giovane a Modena, nel 1816, al seguito del duca; disegna, è curioso e vivace, dipinge ad acquerello.

## Disegni e giardini
Tra i suoi pochi disegni pervenuti rimane la Veduta della Villeggiatura del Catajo di S.A.R Francesco IV incisa da G. Marchetti nel 1827 e l'attribuzione di alcuni disegni acquarellati. Hüller nei primi anni è coinvolto nell'orto botanico ducale di Modena in qualità di curatore, redige il Catalogus plantarum que in horto regi atestino Mutinensi coluntur in hoc anno 1820; la sua attività di progettista di giardini è attestata prevalentemente nei territori ducali (Modena e Reggio Emilia); partecipa alla sistemazione paesaggistica del castello del Catajo, proprietà ducale di Francesco IV, nei colli Euganei a Monselice, nel 1844 inizia la realizzazione del parco ducale di Pavullo nel Frignano, residenza estiva eretta sull'appennino modenese per volontà di Francesco IV d'Austria d'Este.
Dopo un soggiorno a Vienna nell'autunno del 1835, stipendiato dal sovrano per aggiornarsi in letteratura ortense e botanica, Hüller si arricchisce figurativamente con le opere tedesche di agronomia e architettura paesaggistica. Si alfabetizza sul manuale di G. J. Göschen e sul trattato Landschaftsgärtnerei di H. von Pückler-Muskau, ciò che diverrà letteratura influente in terra germanica e riferimento per lo stesso Hüller. Non di statura artistica, Hüller riesce tuttavia discretamente nella progettazione paesaggistica ed è suo merito dosare le novità stilistiche anglosassoni presso una committenza conservatrice, quest'ultima causa dell'infelice ricezione e adattamento del nuovo stile paesistico. Dall'incontro di questi due atteggiamenti ne risulta una geografia di giardini stilisticamente misti, di cui ne sono stati individuati una decina, che comprendono spazi geometrici all'italiana nei pressi delle dimore, e giardini naturalistici più a distanza. Fin dai primi anni della Restaurazione, Hüller svolge un'attività occasionale di libera professione, concessa dal sovrano, tanto che diverse fonti attestano un certo attivismo progettuale; egli si conquista l'appellativo altisonante di architetto ducale dei giardini.

## Le opere
Tra i primi saggi del giardiniere ducale vi è il piccolo giardino paesistico di villa Boschetti a San Cesario di Modena, villa Galvani-La Tour a Spilamberto, la sistemazione di villa Spalletti Trivelli a Pieve di Modolena (Reggio Emilia), opera ampiamente documentata, che fa convivere il giardino paesaggistico con una tradizionale sistemazione all'italiana e il parco con laghetto di villa Montecuccoli degli Erri a Baggiovara di Modena. Un'opera attribuibile ma non provata, è il primigenio giardino paesaggistico della villa del conte Giovan Battista Spalletti Trivelli, dotato di una teoria di laghetti, facoltoso tesoriere ducale e moderno imprenditore agrario. Al giovane duetto Duca-Hüller si devono soprattutto le parziali ristrutturazioni dei giardini all'inglese della corona, un campionario che annovera il piccolo giardino del Palazzo Ducale di Reggio nell'Emilia, il parco della Villa delle Pentetorri a Modena e il giardino esclusivo dei sovrani a Modena, adiacente al lato orientale del Palazzo Ducale. Il Giardino grande di Modena, aperto al pubblico, giungerà faticosamente a compimento solo nel 1836 nella forma ‘mista’ includendo il preesistente parterre francese e il giardino ‘all'uso inglese' di cui scrive il cronista Sossai nel corso dei lavori. L'ambiguità formale del giardino pubblico è visibile nel raccordo dissonante tra il preesistente parterre della palazzina secentesca e il piccolo giardino mistilineo timidamente appartato all'estremità sinistra, risultato dopo la rinuncia all'ampliamento del parco oltre le mura di porta Castello, previsto tra il 1824 e il 1828. L'intervento paesaggistico urbano degno di nota riguarda la riqualificazione delle passeggiate verdi sui pubblici bastioni modenesi (1819-1823), le cui implicazioni urbanistiche attuano i principi di pubblico decoro e salubrità; sono contenuti nel ‘Piano generale dell'Ornato' (1818), debitore del precedente dinamismo urbanistico che caratterizzò Modena nel corso del Regno napoleonico.
Hüller va ricordato pure per l'emporio botanico con cui introduce novità vegetali nel panorama figurativo delle dimore locali, accoglie le novità botaniche che giungono dalle incessanti scoperte botaniche del primo XIX secolo, inserisce i salici di Babilonia e le acacie americane dai fiori rosa, gli aceri nordeuropei, non disdegna le conifere delle foreste alpine che a fatica sono ambientate nei giardini di pianura.

## Il parco ducale di Pavullo nel Frignano
Karl Hüller rimarrà legato all'opera più impegnativa e matura della sua vita: il parco della nuova residenza estiva dei Duchi di Modena (dal 1844), eretta sull'appennino Modenese, a Pavullo nel Frignano. Di recente è stata ritrovata la pregevole Mappa del Reale Giardino di Pavullo realizzata nel 1858. La mappa restituisce in maniera organica le idee di Hüller che interpreta le complesse istanze geopolitiche, economiche e residenziali richieste dalla corona. Hüller concepisce un austero parco che a sua volta connette il giardino inglese, insediato nell'intorno del Palazzo Ducale, al vasto impianto paesistico-forestale dell'adiacente tenuta agricola della Camera Ducale. Beni della corona e del Ducato, estesi per oltre venti ettari, convivono in armonia amalgamati da cortine arboree serpentinate, boschetti, radure e praterie, rocce affioranti, vette e torrenti. Con oltre 2000 alberi piantati negli anni ‘40, Hüller realizza un parco alpestre di conifere che riecheggia le residenze austriache degli Asburgo: pinete di Pinus nigra, Pinus sylvestris, larici, abeti rossi e bianchi. Finezze progettuali rustiche implicano la poltiglia di legno distribuita lungo i tortuosi percorsi, i belvederi con chioschi di legno, i ponticelli rustici, le macchie colorate di rose canine, i viburni, i viali con bersò di acacie dal fiore rosa, le praterie animate da cavalline dalmate, i conigli selvatici. L'opera di Hüller rimane una peculiare tipologia forestale-paesaggistica, di scala ambientale, montana, che ha pochi eguali nell'Italia ottocentesca, pertanto carica di valenza storica.
Il parco diviene pubblico in età unitaria, sfigurato nel secondo novecento, perde via via l'identità originale fino ad arrivare allo stato attuale di degrado.